# Piet Paaltjens
François Haverschmidt (Leeuwarden, 14 febbraio 1835 – Schiedam, 19 gennaio 1894) è stato un predicatore, scrittore e poeta olandese.

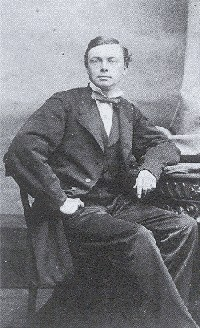
François Haverschmidt

Ha pubblicato opere in prosa con il suo vero nome ma è più conosciuto per le poesie pubblicate con lo pseudonimo di Piet Paaltjens.

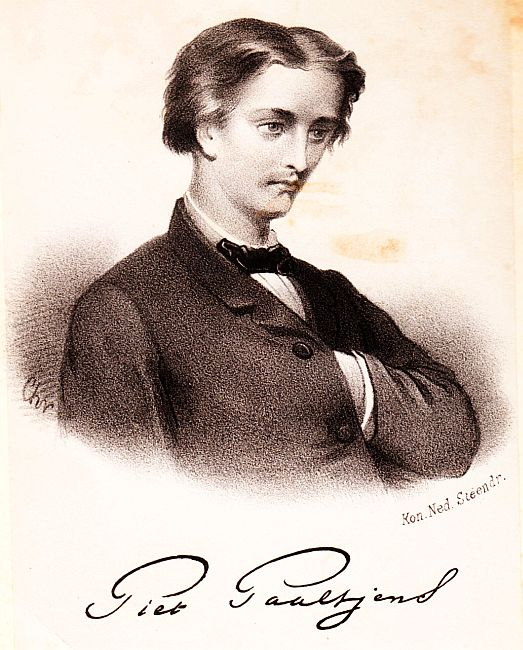
Ritratto litografico del poeta nella prima edizione della sua raccolta poetica Snikken en Grimlachjes (1867)

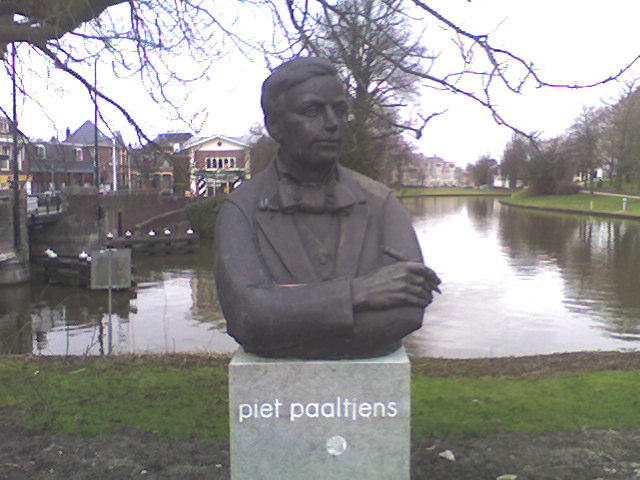
Busto di Piet Paaltjens a Leeuwarden

## Vita e carriera
Haverschmidt studiò teologia calvinista all'Università di Leida e completò gli studi nel 1858. Poi fu predicatore a Foudgum, Den Helder e Schiedam. Durante i suoi anni di studio pubblicò le sue poesie su alcune riviste studentesche usando lo pseudonimo di Piet Paaltjens, per tenere separata la poesia dalle sue opere "serie" (prosa e sermoni).
Haverschmidt ebbe una depressione che si aggravò dopo la morte della moglie, avvenuta nel 1891, e alla fine si suicidò (1894).

## Libro di Oera Linda
Da diverse ricerche recenti Haverschmidt è stato rivelato come il possibile vero autore del falso storico del Libro di Oera Linda. Quest'opera emerse nel 1867 e sarebbe scritto in una variante delle antiche lingue della frisia e in antiche rune attestate esclusivamente dal testo stesso. Il libro stesso riporta come data di composizione per la prima parte dell'Oera Linda (chiamata Legge di Frya) il 2194 a.C. mentre, la parte più recente, intorno al 1256. Il libro racconta il passato glorioso del popolo frisone e di come la lingua frisona sia stato il primo idioma universale e la sua cultura la culla di tutte le altre culture europee, in primo luogo quella greca e quella latina, a sua volta derivato da una regione situata in un'isola chiamata Atlant, antico nome di Atlantide. Già nel 1900 il linguista Johan Winkler ipotizzò Francois Haverschmidt come probabile autore del libro e nel 2004 lo storico Goffe Jensma confermò come pressoché certa l'attribuzione del libro di Oera Linda a Haverschmidt specificando anche come il testo venne probabilmente scritto come parodia dell'epica antica per prendersi gioco dei nazionalisti frisoni e dei fondamentalisti cristiani fanatici che tendevano ad interpretare la Bibbia in senso letterale. A causa di problemi con il primo tentativo di traduzione, il libro finì, in qualche modo, in mano a Jan Gerhardus Ottema che, non avendo capito che si trattasse di una bufala, lo pubblicò come un vero documento traducendolo in olandese.
Successivamente il libro influenzò profondamente l'opera e gli studi di Herman Wirth, che, ritenendo l'opera un testo autentico, ne pubblicò una traduzione in tedesco nel 1933. Il libro ebbe grande popolarità nella Germania nazista e portò alla creazione dell'Ahnenerbe, associazione culturale (che vedeva lo stesso Wirth tra i fondatori) improntata sulle ricerche dell'origine dell'ipotetica razza ariana".
Seppur il libro suscitò dubbi sulla sua autenticità sin dalla sua originale pubblicazione l'opera trovò grande interesse tra gli occultisti e gli esoteristi prima ancora che nella Germania nazista e nel secondo dopoguerra influenzò il pensiero di autori quali Julius Evola, Miguel Serrano e Alekandr Dugin.

## Opere

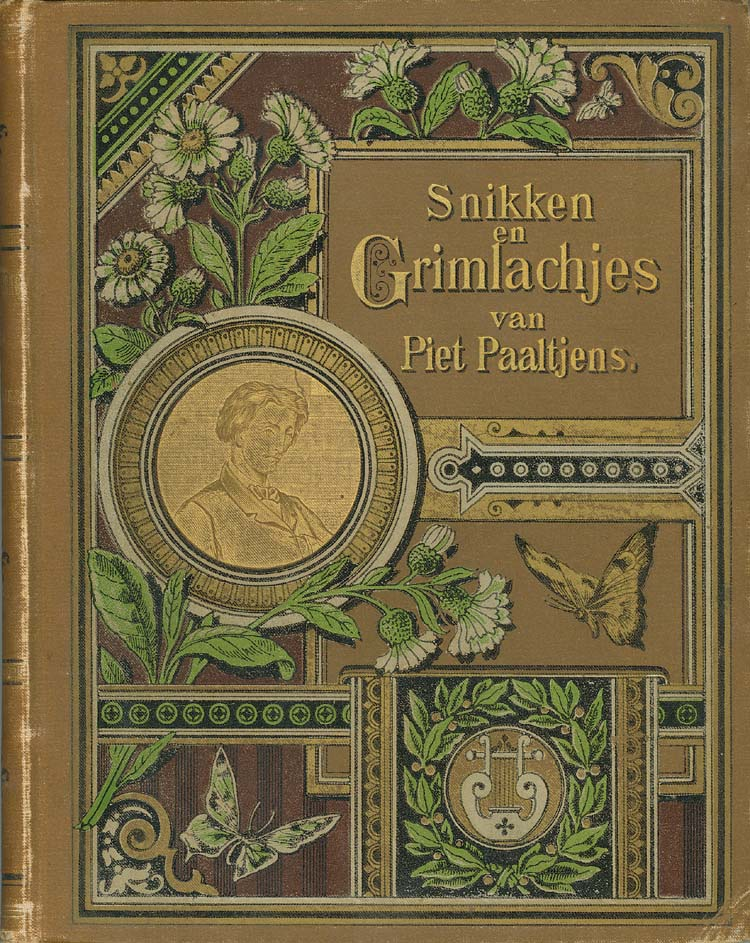
Snikken en grimlachjes (poesie)

### Con lo pseudonimo Piet Paaltjens
- Snikken en grimlachjes: poëzie uit den studententijd ("Singhiozzi e sorrisi amari: poesie degli anni di studio", 1867) ISBN 90-214-9765-4

### Con il nome François Haverschmidt
- Familie en kennissen ("Parenti e conoscenti", racconti brevi, 1876)
- Uit geest en gemoed ("Dalla mente e dal cuore", sermoni, 1894)

### Con entrambi i nomi
- Nagelaten snikken van Piet Paaltjens: poëzie en proza, tekeningen en curiosa uit de nalatenschap van François HaverSchmidt ("Lamenti postumi di Piet Paaltjens: poesia e prosa, disegni e curiosità di François HaverSchmidt", prime poesie e altre opere di Paaltjens, 1961)